# Steve Brown (Dartspieler, 1981)
Steve Brown (* 25. Januar 1981 in Bristol) ist ein englischer Dartspieler, der aktuell die Turniere der PDC spielt.

## Karriere
Brown nimmt seit 2006 an den Turnieren der PDC teil und erreichte regelmäßig die Runde der letzten 64. Seine größten Erfolge feierte er bei den Windy City Open 2007 und den UK Open Irish Regional 2007, wo er jeweils bis ins Viertelfinale vordrang. Auch bei den Peachtree Open 2007 und den Hayling Island PDPA Players Championship 2007 erreicht er die Runde der letzten 16.
Aufgrund konstanter Leistungen auf der Pro Tour 2007 konnte er sich erstmals für die Weltmeisterschaft 2008 qualifizieren. Er belegte den fünfthöchsten Platz unter den Spieler, die nicht automatisch gesetzt waren für das Turnier. Er begann das Jahr auf Platz 613 der PDC Order of Merit und stieg bis auf Platz 76. In der ersten Runde verlor er jedoch gegen Chris Mason mit 1:3.
Für die nachfolgende Weltmeisterschaft konnte Brown sich jedoch nicht qualifizieren und nahm erst im Jahr 2010 wieder an der Weltmeisterschaft teil. Er verlor abermals in der ersten Runde mit 1:3, dieses Mal gegen den damaligen Weltranglistendritten James Wade. Das Jahr 2010 stellte einen Wendepunkt für Brown dar. Er erreichte sowohl die zweite Runde des World Matchplay als auch die zweite Runde des World Grand Prix. Bei der Weltmeisterschaft 2011 gewann er sein erstes Spiel, als er in der ersten Runde den Niederländer Jelle Klaasen mit 3:1 besiegte. In der zweiten Runde unterlag er dann dem späteren Halbfinalisten Terry Jenkins mit 1:4.
Sein erstes Turnier auf der PDC Pro Tour gewann er im Februar 2011. Im Finale des UK Open Qualifier 1 besiegte er Ian White mit 6:3. Im April desselben Jahres erreichte er, auch wegen dieses Erfolges, erstmals die Top 32 der Weltrangliste.
Bei der Weltmeisterschaft 2012 verlor Brown in der ersten Runde gegen den Südafrikaner Devon Petersen, als er eine 2:0-Satzführung noch hergab und mit 2:3 verlor. Ebenfalls in der ersten Runde schied er bei der Weltmeisterschaft ein Jahr später aus. Er verlor dort mit 0:3 gegen den Engländer Terry Jenkins.
Bei der PDC Qualifying School 2022 durfte Brown direkt in der Final Stage starten. Eine Tour Card erspielen konnte er sich dabei jedoch nicht.

## PDC-Weltmeisterschaftsresultate
- 2008: 1. Runde (1:3-Niederlage gegen  Chris Mason)
- 2010: 1. Runde (1:3-Niederlage gegen  James Wade)
- 2011: 1. Runde (1:4-Niederlage gegen  Terry Jenkins)
- 2012: 1. Runde (2:3-Niederlage gegen  Devon Petersen)
- 2013: 1. Runde (0:3-Niederlage gegen  Terry Jenkins)
- 2014: 1. Runde (1:3-Niederlage gegen  Andy Smith)

## Titel

### PDC
- Pro Tour
  - UK Open Qualifiers
    - UK Open Qualifiers 2011: 1

### Andere
- 2011: Cheltenham Open
- 2013: Southern Counties Open
- 2015: Southern Counties Open

## Privates
Brown begann 1996 mit dem Darts spielen und verdiente sein Geld als Stuckateur, bevor er sich entschied, Dartprofi zu werden. Er ist Anhänger des Fußballklubs Bristol City und gründete die Steve Brown Darts Academy, die sich an Kinder zwischen acht und 16 Jahre richtet.
Brown ist verheiratet und hat drei Kinder. Sein Sohn John konnte sich 2021 ebenfalls über die PDC Qualifying School eine Tourkarte sichern. Damit sind die beiden Spieler aus Bristol die ersten beiden Spieler, die in einer Vater-Sohn-Beziehung stehen und zur gleichen Zeit auf der PDC Pro Tour antreten.